# Helen Doron
Helen Doron – brytyjska specjalistka w zakresie językoznawstwa i nauczania języka angielskiego, absolwentka studiów z dziedziny językoznawstwa i filologii francuskiej.

## Życiorys
Urodziła się 5 listopada 1955 roku w Wielkiej Brytanii. W 1977 uzyskała tytuł licencjata (bachelor, BA) na uniwersytecie Reading z lingwistyki i języka francuskiego, następnie tytuł magisterski (MA) z lingwistyki. Wykładała język angielski na uniwersytecie w Poitiers we Francji.
Jest autorką tzw. metody Helen Doron Early English (HDEE) - sposobu uczenia języka angielskiego małych dzieci (w wieku od 1 roku do 14 lat). Pełny cykl nauki wynosi 9 lat - odbywa się ona z pominięciem ojczystego języka (przez pierwszych sześć lat wyłącznie poprzez zabawę, reagowanie na proste polecenia, słuchanie piosenek i mówienie; trzy kolejne lata wprowadzają już czytanie i pisanie w języku angielskim). Dzieci uczą się w małych 4–8 -osobowych grupach, pod kierunkiem specjalnie przeszkolonych nauczycieli. Nauczyciel stosujący metodę HDEE musi prezentować wysoki poziom merytoryczny, jeśli chodzi o wymowę i operowanie językiem, gdyż dziecko uczy się początkowo wyłącznie przez naśladownictwo.
Metoda HDEE jest popularna w krajach europejskich, m.in. w Polsce, Niemczech, Włoszech i Austrii a także na innych kontynentach. W Polsce stosowana od 1999 roku.